# سرو سدرال
سرو سدرال (به لاتین: Cerro Cedral) یک کوه در کاستاریکا است که در استان سان خوزه واقع شده‌است. سرو سدرال ۲٬۴۲۰ متر بالاتر از سطح دریا واقع شده‌است.